# إن جي سي 821 (مجرة)
NGC 821 هي مجرة إهليلجية في الحمل (كوكبة). يقدر بنحو 80 مليون سنة ضوئية من مجرة درب التبانة ويبلغ قطرها حوالي 55000 سنة ضوئية. تم اكتشاف NGC 821 في 4 سبتمبر 1786 من قبل عالم الفلك ويليام هيرشل.